# Haliophasma yarra
Haliophasma yarra is een pissebed uit de familie Anthuridae. De wetenschappelijke naam van de soort is voor het eerst geldig gepubliceerd in 1975 door Poore.